# Canopus II

Cohete sonda Canopus II.

El Canopus II fue un cohete sonda argentino de una sola etapa, y fabricado en 1969 por el IIAE. Efectuó tres lanzamientos desde CELPA Chamical:
- 1.er lanzamiento: 16 de abril de 1969
- 2º lanzamiento: 23 de octubre de 1969
- 3.er lanzamiento: 23 de diciembre de 1969.

Canopus fue también utilizado como primera etapa del cohete sonda Rigel entre 1969 y 1973.

## Especificaciones
- Apogeo: 150 km
- Masa total: 300 kg
- Diámetro: 28 cm
- Longitud: 4 m